# Геоэкология
Геоэкология — междисциплинарное научное направление, объединяющее исследования состава, строения, свойств, процессов, физических и геохимических полей геосфер Земли как среды обитания человека и других организмов. 

## Наука
В некоторых случаях геоэкологию определяют как комплексную прикладную дисциплину, которая отличается от биологических и соответствует географическим или геологическим дисциплинам. Основной задачей геоэкологии является изучение изменений жизнеобеспечивающих ресурсов геосферных оболочек под влиянием природных и антропогенных факторов, их охрана, рациональное использование и контроль с целью сохранения для нынешних и будущих поколений людей продуктивной природной среды. Актуальность данной проблемы обусловливает необходимость изучения природно-технических систем, образующихся в результате человеческой деятельности, и разработку механизмов управления ими.
В российских вузах — учебная дисциплина 25.00.36, у которой смежными являются практически все специальности по геолого-минералогическим, географическим и техническим наукам и экология (03.00.16).

## Термин
Термин геоэкология ввёл немецкий географ Карл Тролль в 1930-х годах, понимая под ней географическую, то есть ландшафтную экологию.

## Научные направления
Основные области исследования:
- Глобальные геосферные жизнеобеспечивающие циклы — изучение роли геосферных оболочек Земли в глобальных циклах переноса углерода, азота и воды.
- Глобальная геодинамика и её влияние на состав, состояние и эволюцию биосферы. Экологические кризисы в истории Земли. Исторические реконструкции и прогноз современных изменений природы и климата.
- Влияние геосферных оболочек на изменение климата и экологическое состояние, дегазацию, геофизические и геохимические поля, геоактивные зоны Земли.
- Глобальный и региональные экологические кризисы.
- Междисциплинарные аспекты стратегии выживания человечества и разработка научных основ регулирования качеством состояния окружающей среды.
- Природная среда и её изменения под влиянием урбанизации и хозяйственной, в том числе горнодобывающей, деятельности человека: химическое и радиоактивное загрязнение почв, пород, поверхностных и подземных вод, возникновение и развитие опасных техноприродных процессов, наведенные физические поля, деградация криолитозоны, сокращение ресурсов подземных вод.
- Характеристика, оценка состояния и управление современными ландшафтами.
- Разработка научных основ рационального использования и охраны водных, воздушных, земельных, рекреационных, минеральных и энергетических ресурсов Земли, санация и рекультивация земель, ресурсосбережение и утилизация отходов.
- Геоэкологические аспекты биоразнообразия.
- Геоэкологические аспекты природно-технических систем. Геоэкологический мониторинг и обеспечение экологической безопасности.
- Динамика, механизм, факторы и закономерности развития опасных природных и техноприродных процессов, прогноз их развития, оценка опасности и риска, управление риском, превентивные мероприятия по снижению последствий катастрофических процессов, инженерная защита территорий, зданий и сооружений.
- Геоэкологическое обоснование безопасного размещения, хранения и захоронения токсичных, радиоактивных и других отходов[5].
- Геоэкологические аспекты устойчивого развития регионов.
- Геоэкологическая оценка территорий: современные методы и методики геоэкологического картирования, моделирования, геоинформационные системы и технологии, базы данных; разработка научных основ государственной экологической экспертизы и контроля.
- Теория, методы, технологии и технические (в том числе строительные) средства оценки состояния, защиты, восстановления и управления природно-техническими системами, включая агросистемы.
- Специальные экологически и технически безопасные конструкции, сооружения, технологии строительства и режимы эксплуатации объектов и систем в области природопользования и охраны окружающей среды; экологически безопасное градостроительство.
- Технические средства, технологии и сооружения для прогноза изменений окружающей среды и её защиты, для локализации и ликвидации негативных природных и техногенных воздействий на окружающую среду.
- Технические средства контроля и мониторинга состояния окружающей среды.
- Технические методы и средства безопасной утилизации, хранения и захоронения промышленных, токсичных и радиоактивных отходов.
- Теория и методы оценки экологической безопасности существующих и создаваемых технологий, конструкций и сооружений, используемых в процессе природопользования.
- Методы и технические средства оперативного обнаружения, анализа причин и прогноза последствий чрезвычайных ситуаций, угрожающих экологической безопасности.
- Разработка и совершенствование государственного нормирования и стандартов в природопользовании, в оценке состояния окружающей среды.
- Разработка научно-методических основ и принципов экологического образования.[источник не указан 1019 дней]

## Отрасли наук
- технические науки (за исследования по п. 1, 15-22, 23)
- химические науки (за исследования по п. 2, 5, 6, 8, 10, 12, 14, 22, 23)
- геолого-минералогические науки (за исследования по п. 1-6, 8-14, 22, 23)
- географические науки (за исследования по п. 1-11, 13-15, 22, 23)